# 洛濟瓦河
洛濟瓦河是俄羅斯的河流，位於斯維爾德洛夫斯克州內，屬於塔夫達河的左支流，發源自烏拉爾山脈北部東麓，朝東南方向流經西西伯利亞平原，河道全長637公里，流域面積17,800平方公里，河水主要來自融雪，在每年10月至11月開始結冰，直至翌年4月下旬至5月上旬。